# Gerardiina kundelungensis
Gerardiina kundelungensis là loài thực vật có hoa thuộc họ Cỏ chổi. Loài này được Mielcarek mô tả khoa học đầu tiên năm 1986.